# Бистрица (Черемењечко језеро)
Бистрица (рус. Быстрица) малена је река на северозападу европског дела Руске Федерације која целом дужином свог тока протиче преко југозападних делова Лењинградске области, односно преко јужних делова Лушког рејона.
Свој ток започиње као отока језера Врево, и након свега 7,4 km тока улива се у Черемењечко језеро, које је преко своје отоке Ропотке повезано са басеном реке Луке. Река Бистрица припада басену Финског залива Балтичког мора. Укупна површина сливног подручја Бистрице је 356 km².
Њена највећа притока је поток Аптала (дужине 2 km) који се у Бистрицу улива већ након 2 km њеног тока из језера Врево. На реци се налазе две мање хидроелектране, једна на извору (тренутно неактивна), а друга на ушћу.